# Eine lausige Hexe (Fernsehserie, 1998)
Eine lausige Hexe (engl. The Worst Witch) ist eine britische Kinderserie, die auf der gleichnamigen Bücherserie von Jill Murphy basiert.
Die Serie hat vier Staffeln zu je 13 Episoden. In England lief die Serie von 1998 bis 2002. In Deutschland lief die Serie ab dem 17. September 1999 im Kika und bei Tabaluga tivi. Von 2005 bis 2007 wurde mit neuen Schauspielern eine 26-teilige Fortsetzung in zwei Staffeln zu je 13 Episoden unter dem Namen The New Worst Witch ausgestrahlt.

## Inhalt
Die Hauptperson der Serie ist Mildred Hoppelt, die schlechteste Hexe der Schule. Gemeinsam mit ihren Freundinnen geht sie auf Grausteins Akademie, einer Schule für junge Hexen. Mildred ist nicht nur schlecht im Zaubern, sie gerät von einem Schlamassel in den nächsten. Damit fällt sie bei der strengen Lehrerin, Frau Harschmann, in Ungnade. In der vierten Staffel hat Mildred Grausteins Akademie abgeschlossen und kommt nach Cambridge aufs College. Diese Staffel wird auch Eine lausige Hexe in Cambridge genannt. Nur allein ihrer besonderen Fähigkeit, Dinge, die sie gezeichnet hat, zum Leben zu erwecken, hat sie es zu verdanken, dass sie auf das College gekommen ist. Dort findet sie sowohl neue Freunde als auch alte Bekannte und natürlich gerät sie wieder von einem Schlamassel in den nächsten.

## Charaktere

### Mildred Hoppelt
Mildred Hoppelt ist die lausige Hexe auf Grausteins Akademie.

### Edith Nachtschatten
Edith Nachtschatten ist eine Freundin von Mildred. Ihre übermütigen Streiche bringen sie immer wieder in Schwierigkeiten, aus denen Mildred sie retten muss. Edith taucht in der vierten Staffel der Serie noch einmal auf, als sie Mildred auf dem Weirdsister-College besucht. Sie ist wegen zu vieler Partys von ihrem College geflogen und weiß nun nicht, wo sie hin soll.

### Mona Mondschein
Mona Mondschein ist eine Freundin von Mildred Hoppelt auf Grausteins Akademie.

### Frau Harschmann
Frau Harschmann ist eine sehr strenge Lehrerin auf Grausteins Akademie und gleichzeitig die stellvertretende Schulleitung, die es vor allem auf Mildred Hoppelt abgesehen hat. Sie besitzt auch Zauberkräfte, die sie dafür einsetzt, um Schüler zu überraschen.

### Esther Edel
Esther ist eine Klassenkameradin von Mildred und die Klassenbeste. Sie und Mildred sind vom ersten Tag auf Grausteins Akademie an Feindinnen. Esther versucht immer wieder, Mildred in Schwierigkeiten zu bringen, damit sie von der Schule fliegt. In der vierten Staffel wird Esther ebenfalls Studentin auf dem Weirdsister-College und muss sich zu allem Überfluss auch noch ein Zimmer mit Mildred teilen.

## DVDs
In Deutschland sind seit 15. April 2016 alle vier Staffeln auf DVD erhältlich.

## Neufassung 2017
Derzeit produziert der US-Streaming-Dienst Netflix in Koproduktion mit dem ZDF und dem britischen Kindersender CBBC eine Neufassung der Serie. Die erste Staffel erschien 2017. In den USA wurde sie am 21. Juli 2017 auf Netflix bereitgestellt. Clare Higgins übernahm die Rolle der Frau Graustein. Weitere Darsteller sind Raquel Cassidy als Frau Harschmann, Wendy Craig als Frau Maus und Bella Ramsey als Mildred Hoppelt.